# Sıdıka Özdil
Sıdıka Özdil, née en 1960 à Ankara, est une chef d'orchestre et compositrice turque.

## Biographie
Sıdıka Özdil, fille de Recai Özdil et d’İlhan Özdil, est née à Ankara en 1960. Elle a reçu sa première éducation musicale avec sa sœur İnci de Mithat Fenmen (tr). Sıdıka Özdil a étudié le piano, la composition et la formation de chef d’orchestre au conservatoire d’État d'Ankara entre 1971 et 1983.
Sıdıka Özdil a poursuivi ses études en Angleterre, où elle a obtenu une bourse d’État en 1985. Elle a continué à la Royal Academy of Music jusqu’en 1989. Elle est diplômée de la Royal Academy of Music avec le titre Kompozisyon’da Resital. Sıdıka Özdil a reçu de nombreux prix avec ses compositions. En 1989, elle a travaillé comme producteur d’art à BBC World Service. Ses œuvres ont été jouées dans de nombreuses régions du monde. Son œuvre Aganta Burina Burinata, qu’elle a composée pour harpe, a été inscrite au programme national du conservatoire de Paris.

## Œuvres
- Danslar
- Love and Emotion
- Bir Türk Halk Dansı Üzerine Çeşitlemeler
- Three Landscapes from Anatolia
- 2Her Şey Senin İçin
- 'Soul Bird
- Avoiding the Rain
- Bulutların Boyutları
- Kibele
- Through my Eyes
- Resistance for a Dream
- Aganta Burina Burinata
- Kış Seramikleri
- Global Mass
- İkincide ve Üçüncüde
- Hititler